# Saint-Baudelle
Saint-Baudelle és un municipi francès situat al departament de Mayenne i a la regió de País del Loira. L'any 2007 tenia 1.154 habitants.

## Demografia

### Població
El 2007 la població de fet de Saint-Baudelle era de 1.154 persones. Hi havia 387 famílies de les quals 50 eren unipersonals (29 homes vivint sols i 21 dones vivint soles), 100 parelles sense fills, 216 parelles amb fills i 21 famílies monoparentals amb fills.
La població ha evolucionat segons el següent gràfic:
Habitants censats

### Habitatges
El 2007 hi havia 407 habitatges, 392 eren l'habitatge principal de la família, 8 eren segones residències i 6 estaven desocupats. 406 eren cases i 1 era un apartament. Dels 392 habitatges principals, 314 estaven ocupats pels seus propietaris, 77 estaven llogats i ocupats pels llogaters i 1 estava cedit a títol gratuït; 5 tenien dues cambres, 23 en tenien tres, 109 en tenien quatre i 255 en tenien cinc o més. 307 habitatges disposaven pel capbaix d'una plaça de pàrquing. A 109 habitatges hi havia un automòbil i a 278 n'hi havia dos o més.

### Piràmide de població
La piràmide de població per edats i sexe el 2009 era:
| Homes | Edats   | Dones |
| ----- | ------- | ----- |
| 0     | 95 o +  | 0     |
| 0     | 90 a 94 | 4     |
| 0     | 85 a 89 | 12    |
| 0     | 80 a 84 | 0     |
| 8     | 75 a 79 | 0     |
| 12    | 70 a 74 | 4     |
| 4     | 65 a 69 | 12    |
| 20    | 60 a 64 | 24    |
| 20    | 55 a 59 | 8     |
| 20    | 50 a 54 | 28    |
| 52    | 45 a 49 | 32    |
| 36    | 40 a 44 | 36    |
| 52    | 35 a 39 | 48    |
| 44    | 30 a 34 | 60    |
| 28    | 25 a 29 | 36    |
| 20    | 20 a 24 | 28    |
| 20    | 15 a 19 | 40    |
| 24    | 10 a 14 | 40    |
| 40    | 5 a 9   | 56    |
| 48    | 0 a 4   | 56    |

## Economia
El 2007 la població en edat de treballar era de 744 persones, 596 eren actives i 148 eren inactives. De les 596 persones actives 558 estaven ocupades (294 homes i 264 dones) i 38 estaven aturades (11 homes i 27 dones). De les 148 persones inactives 53 estaven jubilades, 64 estaven estudiant i 31 estaven classificades com a «altres inactius».

### Ingressos
El 2009 a Saint-Baudelle hi havia 395 unitats fiscals que integraven 1.165 persones, la mediana anual d'ingressos fiscals per persona era de 20.009,5 €.

### Activitats econòmiques
Dels 20 establiments que hi havia el 2007, 9 eren d'empreses de construcció, 4 d'empreses de transport, 1 d'una empresa d'hostatgeria i restauració, 3 d'empreses de serveis, 1 d'una entitat de l'administració pública i 2 d'empreses classificades com a «altres activitats de serveis».
Dels 9 establiments de servei als particulars que hi havia el 2009, 1 era un guixaire pintor, 3 fusteries, 1 lampisteria, 2 electricistes, 1 perruqueria i 1 restaurant.
L'any 2000 a Saint-Baudelle hi havia 15 explotacions agrícoles que ocupaven un total de 522 hectàrees.

## Equipaments sanitaris i escolars
El 2009 hi havia una escola elemental.

## Poblacions més properes
El següent diagrama mostra les poblacions més properes.